# Jurij Susloparov
Jurij Viktorovyč Susloparov (in ucraino Юрій Вікторович Суслопаров?, in russo Юрий Викторович Суслопаров?, Jurij Viktorovič Susloparov; Charkiv, 14 agosto 1958 – 28 maggio 2012) è stato un calciatore e allenatore di calcio sovietico, dal 1991 ucraino, di ruolo difensore.

## Carriera
Con la Nazionale sovietica ha preso parte al Campionato mondiale di calcio 1982.

## Palmarès

### Club
- Campionato sovietico: 2

Spartak Mosca: 1987, 1989

### Nazionale
- Campionato d'Europa Under-21: 1

1980